# Lahiguera
Lahiguera est une commune située dans la province de Jaén de la communauté autonome d'Andalousie en Espagne.

## Politique et administration

### Liste des maires
| Période                                  | Période  | Identité                    | Étiquette | Qualité |
| ---------------------------------------- | -------- | --------------------------- | --------- | ------- |
|                                          |          |                             |           |         |
| 2007                                     | En cours | Florencio José Morales Lara | PSOE      |         |
| Les données manquantes sont à compléter. |          |                             |           |         |

### Jumelages
- Castellar del Vallès, Catalogne,  Espagne